# ディーン数
ディーン数（ディーンすう）とは、流体力学で用いられる無次元数の1つ。曲がり管の流れを表現する数値であり、以下の公式で求められる。
{\displaystyle {\mathit {K}}={\textit {Re}}\,{\sqrt {\frac {a}{R_{c}}}}}
ここで、{\displaystyle K}がディーン数、{\displaystyle Re}がレイノルズ数、{\displaystyle {\frac {a}{R_{c}}}}が曲率半径比を表す。